# Боско деј Фики (Авелино)
Боско деј Фики је насеље у Италији у округу Авелино, региону Кампанија.
Према процени из 2011. у насељу је живело 280 становника. Насеље се налази на надморској висини од 278 м.